# Crucianella patula
Crucianella patula är en måreväxtart som beskrevs av Carl von Linné. Crucianella patula ingår i släktet Crucianella och familjen måreväxter. Inga underarter finns listade i Catalogue of Life.